# Styrax benzoin
Styrax benzoin es una planta de la familia Styracaceae original de las islas de Sumatra, Java y Borneo.

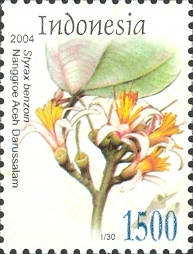
En sello postal de Indonesia

## Descripción
Es un árbol que alcanza los 10 metros de altura, sus hojas son ovales, enteras y cubiertas de pelusa blanquecina. Las flores, de color blanco, se encuentran agrupadas. Su fruto es ovoide de 1 cm de diámetro que contiene una semilla. Se denomina popularmente benjuí o menjuí.

## Propiedades
- Al hacer incisiones en el tronco exuda un líquido resinoso que al secarse se comercializa como incienso aromático llamado benjui.
- Por vía interna es expectorante, desinfectante y antiséptico.
- Se utiliza para tratar eccemas, forúnculos y sabañones.
- Se añade a la pasta dentífrica para tratar afecciones bucales.

## Taxonomía
Styrax benzoin fue descrita por Jonas Carlsson Dryander y publicado en Philosophical Transactions of the Royal Society of London 77(2): 308, t. 12, en el año 1787.
Etimología
Styrax: nombre genérico que deriva del nombre griego clásico utilizado por Teofrasto derivado de un nombre semítico para estas plantas productoras de resina de la que se recopila el estoraque.
benzoin: epíteto
Sinonimia
- Benzoin officinale Hayne
- Benzoina vera Raf.
- Cyrta dealbata Miers
- Styrax benjuifer Stokes[6]